# Амбасадор је убијен у Стокхолму
Амбасадор је убијен у Стокхолму је документарни филм приказан 1990. године.

## Улоге
| Глумац             | Улога   |
| ------------------ | ------- |
| Миодраг Здравковић | Наратор |